# 296
El año 296 (CCXCVI) fue un año bisiesto comenzado en miércoles del calendario juliano, en vigor en aquella fecha.
En el Imperio romano el año fue nombrado como el del consulado de Valerio y Constantino o, menos comúnmente, como el 1049 Ab urbe condita, siendo su denominación como 296 posterior, de la Edad Media, al establecerse el Anno Domini.

## Acontecimientos
- Segunda incursión de los pictos en Britania a través de la muralla de Adriano.
- Marcelino es elegido papa.

## Fallecimientos
- 22 de abril: Papa Cayo